# Beka Shekriladze
Beka Shekriladze (n. 28 noiembrie 1983) este un fotbalist georgian care evoluează la FC Borjomi pe post de portar.